# Mission electronics
Mission electronics est un fabricant de produits électroniques domestiques et commerciaux fondé en Grande-Bretagne le 7 juillet 1977 par Farad Azima. 